# Machaerota propria
Machaerota propria är en insektsart som beskrevs av Hayashi 1985. Machaerota propria ingår i släktet Machaerota och familjen Machaerotidae. Inga underarter finns listade i Catalogue of Life.